# Sankt Bernhardspasset
Sankt Bernhardspasset, även kallat Stora Sankt Bernhard eller på franska Col du Grand-Saint-Bernard, är ett bergspass i de schweiziska alperna. Passvägen förbinder Martigny i den schweiziska kantonen Valais med Aosta i Aostadalen i Italien.
Vid passhöjden ligger hospitset Hospice-du-Grand-Saint-Bernard, ett gästhem och kloster tillhörigt augustinerkorherrarna, känt bland annat för sin tidigare avel av sankt bernhardshundar.
(Stora) Sankt Bernhardspasset skall inte förväxlas med Lilla Sankt Bernhardspasset mellan Aostadalen och Frankrike.

## Geografi
Sankt Bernhardspasset, med höjden 2472 meter över havet, tillhör de högst belägna trafikerade passen i alperna. Vägen hålls endast öppen från juni till oktober.
Passhöjd och hospits ligger helt i Schweiz. Gränsen till Italien går 200 meter sydväst därom.

### Sankt Bernhardstunneln
År 1964 öppnades den sex kilometer långa, avgiftsbelagda, Sankt Bernhardstunneln, med två körfält. Tillfarterna till tunnelingångarna, som ligger runt 1900 meter över havet, hålls öppna på vintern, utom vid extrema förhållanden.

## Historia
Passet omnämns av Julius Caesar i De Bello Gallico. Titus Livius kallar passet Summus Poeninus efter en lokal gudom. Under tidig medeltid kallades passet Mont-Joux. Namnet Mont-Saint-Bernard är känt sedan 1200-talet, det kommer från Bernhard av Montjoux, ärkediakon i Aosta, som grundade klostret runt år 1050. Sankt Bernhardshundarna är kända sedan slutet av 1600-talet. År 2005 överlät klostret aveln till en stiftelse i Martigny. En berömd historisk episod, avbildad av Jacques-Louis David i Napoleon korsar Alperna, är Napoleon våghalsiga fälttåg år 1800 genom Sankt Bernhardspasset vilket gjorde han kunde överraska den österrikiska armén i Norditalien.

## Turism och Sport
I ett museum vid hospits visas passets och sankt bernhardshundarnas historia.

### Tour de France
Tour de France har passerat här 1979 och 2009. Den har tuffaste klassificeringen, det vill säga hors catégorie i franska cykeltävlingar. Stigningen är 24,4 km lång och snittlutningen på vägen är 6,2 %.

### Webbkällor
- Bernhard av Aosta på  tyska, franska och italienska i webbaserade Schweiz historielexikon. även kallad Bernhard av Montjoux, Gilbert Coutaz (2002)
- Stora Sankt Bernhard (Pass) på  tyska, franska och italienska i webbaserade Schweiz historielexikon. Nathalie Pichard Sardez (2011)
- Stora Sankt Bernhard (Hospits) på  tyska, franska och italienska i webbaserade Schweiz historielexikon. Gregor Zenhäusern (2007)$
- Motorvägstunnelns webbsida